# Oberer Birnstengel
Oberer Birnstengel ist eine Wüstung auf dem Gemeindegebiet der Stadt Münchberg im Landkreis Hof (Oberfranken, Bayern).

## Geografie
Die Einöde lag auf einer Höhe von 612 m ü. NHN. Ein Anliegerweg führte zur Kreisstraße HO 21 (0,3 km nordwestlich) bzw. nach Unterer Birnstengel (0,4 km südöstlich). Mittlerweile sind an der Stelle der abgebrochenen Anwesen neue Wohngebäude entstanden, die jedoch den Gemeindeteilnamen Oberer Birnstengel nicht mehr tragen.

## Geschichte
Von 1797 bis 1810 unterstand Oberer Birnstengel dem Justiz- und Kammeramt Münchberg. Infolge des Ersten Gemeindeedikts wurde Oberer Birnstengel dem 1812 gebildeten Steuerdistrikt Straas und der zugleich entstanden Ruralgemeinde Straas zugewiesen. 1952 war das Anwesen abgebrochen.

### Einwohnerentwicklung
| Jahr      | 1819  | 1861  | 1871  | 1885  | 1900   | 1925   | 1950  |
| Einwohner | *     | †37   | †49   | †49   | 35     | 8      | 0     |
| Häuser    |       |       |       | †4    | 3      | 1      | 0     |
| Quelle    | [ 6 ] | [ 7 ] | [ 8 ] | [ 9 ] | [ 10 ] | [ 11 ] | [ 4 ] |

## Religion
Oberer Birnstengel war nach  St. Peter und Paul (Münchberg) gepfarrt und evangelisch-lutherisch geprägt.